# Lower Beeding
Lower Beeding è un villaggio nel distretto di Horsham nel West Sussex in Inghilterra. Il centro è situato attorno alla chiesa ed al pub The Plough. Nei suoi dintorni nasce il fiume Ouse che dopo aver attraversato la cittadina di Lewes si riversa nel Canale della Manica a Newhaven.